# Amsicora (archeologia)
Amsicora è il nome dato ad uno scheletro umano maschile databile ad un periodo compreso tra il Mesolitico e il Neolitico, ovvero tra 10.000 e 8200 anni fa, ritrovato sulla battigia di una spiaggia della Costa Verde, presso Arbus nella Sardegna sud-occidentale. Si tratta dello scheletro umano completo più antico rinvenuto sull'Isola.

## Ritrovamento
Amsicora è stato ritrovato nella zona di Su Pistoccu (marina di Arbus) a pochi metri dalla battigia della Costa Verde. Durante la campagna di scavi portata avanti nel 2011, grazie alla collaborazione dell'Università di Cagliari e dell'Università della Sapienza di Roma, furono rinvenuti resti umani ai quali gli archeologi attribuirono quel nome in ricordo del condottiero Ampsicora che guidò la rivolta anti-romana dei Sardi nel III secolo a.C.
La stessa zona è stata soggetta ad altri scavi che hanno riportato alla luce importanti reperti umani. Nel 1985 furono ritrovati i resti di uno scheletro ricoperto di ocra rossa e accompagnato da una grande conchiglia di Tritone: fu denominato dagli archeologi Beniamino e la sua datazione al radiocarbonio fu impossibilitata dalla mancanza di collagene. Accanto allo scheletro di Beniamino furono ritrovati anche dei frammenti di Prolagus, i quali fanno pensare a condizioni di forte aridità con una datazione prossima all'8500 a.C.
Nel 2007 furono rinvenuti altri scheletri datati dal laboratorio del National Science Foundation dell'Università dell'Arizona, con sede a Tucson, all'8400 a.C.
Il sito è stato protetto con una schiuma speciale per preservarlo dagli agenti atmosferici e dai possibili predatori. 
La scoperta ha un valore eccezionale sotto il profilo scientifico perché permetterà di datare gli insediamenti umani nel Quaternario in Sardegna e permetterà di comprendere il contesto paleoambientale e i rapporti diretti e indiretti che le antiche popolazioni sarde ebbero con le popolazioni coeve del territorio europeo.